# Kashmireuma nielseni
Kashmireuma nielseni är en mångfotingart som beskrevs av Jean-Paul Mauriès 1982. Kashmireuma nielseni ingår i släktet Kashmireuma och familjen Kashmireumatidae. Inga underarter finns listade i Catalogue of Life.